# John Neville (Ritter)
Sir John Neville of Liversedge († 1502) war ein englischer Ritter.

## Leben
Sir John war der Sohn von Sir Robert Neville und Ellen Molineux. Er entstammt dem Haus der Nevilles of Raby und war Gutsherr von Liversedge in West Yorkshire.
Er ist zweimal urkundlich als Sheriff von Yorkshire genannt (1488 und 1495), wurde 1481 und 1484 als Justice of Array und 1483 als Justice of Peace mit Aufgaben betraut.
Sir John erhielt auch den Posten als Constable of Pontefract Castle und kämpfte unter Richard, Duke of Gloucester 1482 gegen Schottland.
In Schottland erhielt John Neville auch den Ritterschlag.
Sir John kämpfte während der Rosenkriege 1485 bei der Schlacht von Bosworth.
John Neville starb am 22. Oktober 1502.

## Ehe und Nachkommen
Sir John war verheiratet mit Maud, eine Tochter des Sir Robert Ryther, Gutsherr von Ryther in Yorkshire.
Das Paar hatte zumindest fünf Nachkommen:
- Robert[2]
- George[2]
- John ⚭ Elisabeth Bosvile[2][5]
- Thomas[2][1]
- Elizabeth ⚭ Christopher Stapelton[1][6]